# Kresy Zachodnie

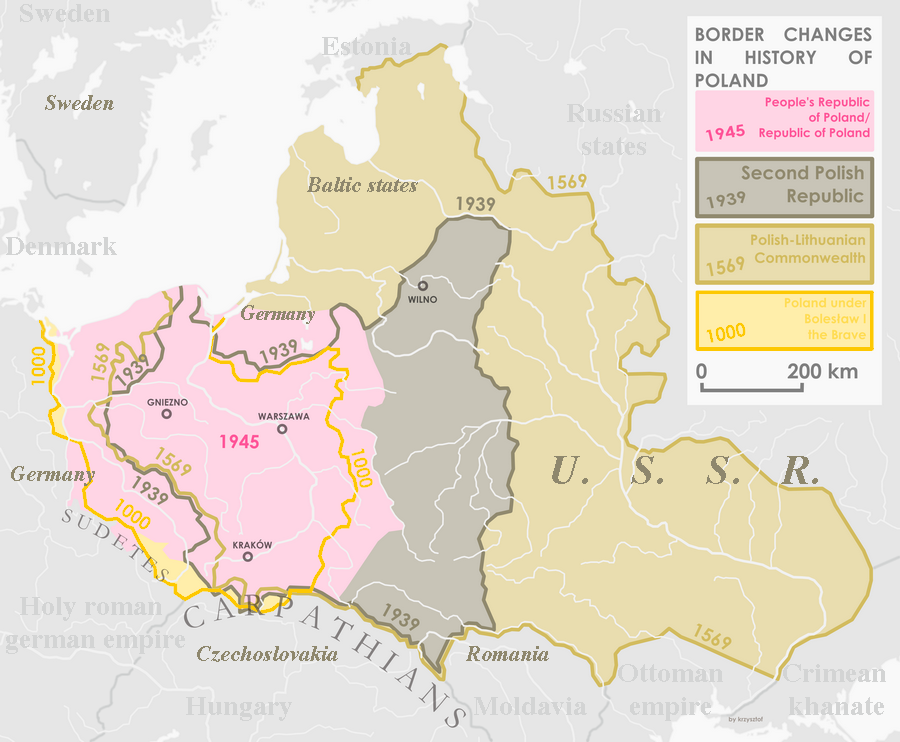
Lịch sử về biên giới của Ba Lan

Kresy Zachodnie (phát âm tiếng Ba Lan: [ˈkrɛsɨ zaˈxɔdɲɛ], Western Borderlands) là một thuật ngữ được sử dụng bởi người Ba Lan, chủ yếu trong bối cảnh lịch sử, để chỉ các phần phía tây của Khối thịnh vượng chung Ba Lan-Litva mà trong các phân vùng đã bị Phổ sáp nhập. Tên này đặc biệt chỉ các khu vực của Đông Pomerania, Great Poland, Warmia và đôi khi là Thượng Silesia.
Thuật ngữ này, được đặt theo tên của Kresy Wschodnie (Vùng biên giới phía đông), lần đầu tiên được sử dụng bởi Jan Chryzostom Zachariasiewicz trong cuốn tiểu thuyết Na kresach xuất bản năm 1860, nhưng nó không được sử dụng phổ biến.
Lịch sử thế kỷ 19 của các khu vực này khá khác biệt so với phần còn lại của Khối thịnh vượng chung. Có những cuộc nổi dậy vào năm 1806, 1846 và 1848 nhưng trận chiến chính giữa đa số Ba Lan và thiểu số người Đức lớn là vì sự thống trị kinh tế ở các tỉnh này.
Sau Thế chiến I, hầu hết khu vực này đã trở thành một phần của Cộng hòa Ba Lan đệ nhị do kết quả của các cuộc nổi dậy và quyết định của Ba Lan và Silesian bởi các đồng minh chiến thắng.
Trong giai đoạn giữa hại cuộc chiến tranh, cư dân của khu vực này ủng hộ chính trị và phong trào chính trị của Narodowa Demokracja. Nhà lãnh đạo Ba Lan Józef Piłsudski được đối xử với dự trữ đáng kể hoặc với sự thù hận công khai. Điều này là do sự hợp tác của ông với Quyền lực Trung ương trong Thế chiến I, và một nhận thức rằng trong những năm khi Ba Lan độc lập được tạo ra, Piłsudski quan tâm đến việc chiến đấu để miền đông Kresy Wschodnie trở thành một phần của nhà nước mới hơn là chiến đấu cho miền tây Kresy Zachodnie.